# Изенбрант, Адриан
Адриан Изенбрант, Адриан Изенбрандт (нидерл. Adriaen Isenbrant, Adriaеn Isenbrandt, МФА: [ˈaːdrijaːn 'izə(n)brɑnt]) (между 1480 и 1490, Харлем ? — июль 1551, Брюгге) — фламандский живописец, представитель искусства эпохи Северного Возрождения. Считается, что он, возможно, является анонимным «Мастером Семи Печалей Марии» (нидерл. Meester der Zeven Smarten van Maria).

## Биография

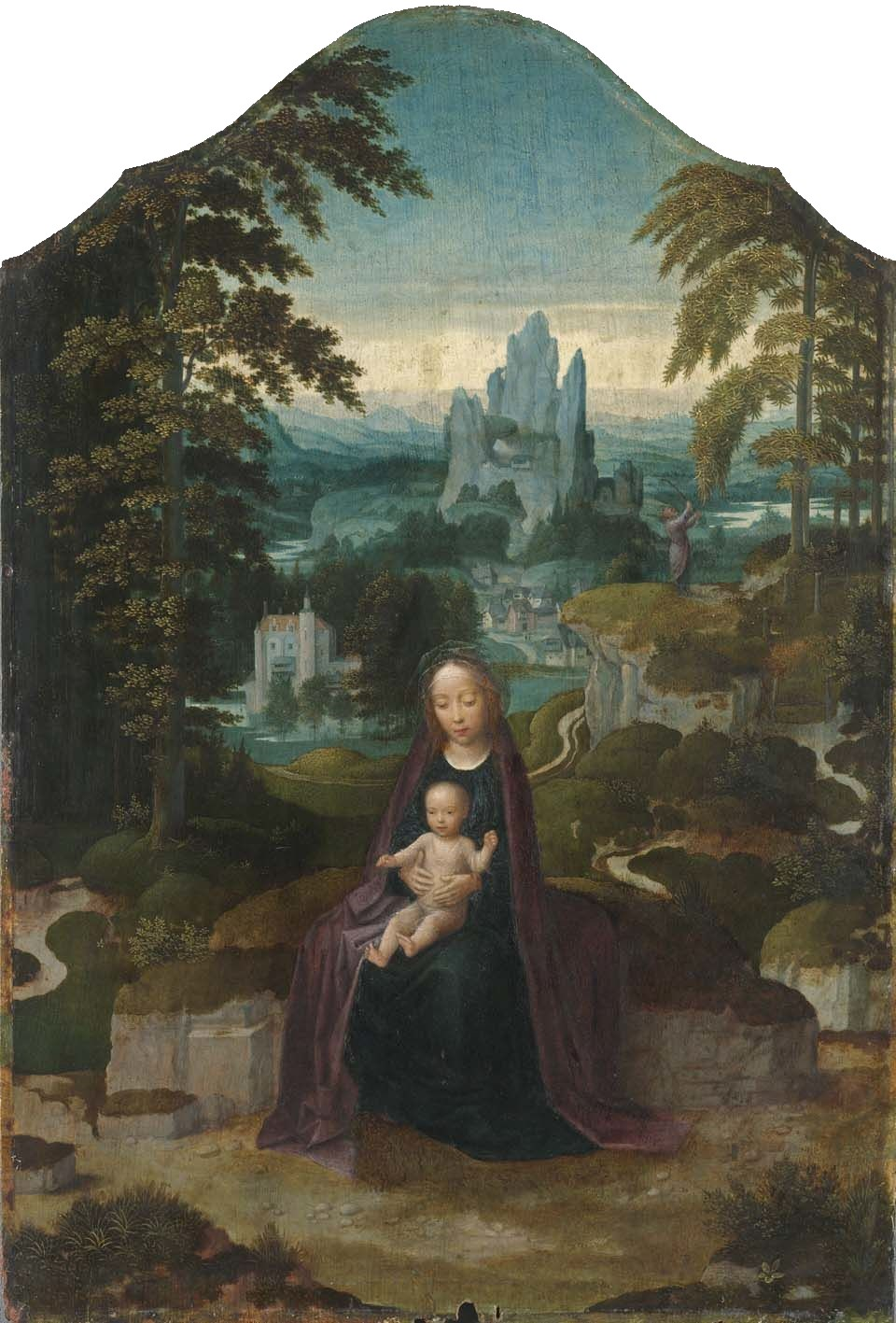
Отдых Святого семейства на пути в Египет. Между 1520 и 1530. Дерево, масло. Старая пинакотека, Мюнхен

Существует только несколько документальных записей о жизни художника, и упоминаний его имени в исторической литературе. Адриан Изенбрант, вероятно, родился в Харлеме или Антверпене около 1490 года. Неизвестно, где и у кого он получил образование живописца. Впервые он упоминается в 1510 году, когда он переехал жить в Брюгге и купил права гражданина города.
Он женился дважды. Впервые на Марии Грандель, дочери художника Петера Гранделя. В результате этого брака родился один ребёнок. После смерти жены в 1537 году он повторно женился на Клементине де Эрн (до 1543 года). От этого брака у него было трое детей, две дочери и сын, а также была внебрачная дочь от трактирщицы Кательейн ван Бранденбург (которая также была любовницей художника Амброзиуса Бенсона). Бенсон и Изенбрант были хорошими друзьями и весёлыми людьми. Их пьяные бесчинства в Брюгге зафиксированы в документах того времени. После кончины в Брюгге Адриан Изенбрант был похоронен рядом со своей первой женой на кладбище церкви Святого Иакова. Источники того времени показывают, что Изенбрант был известным и богатым художником. Когда он умер, его дети унаследовали четыре дома и прилегающую землю.

## Творчество
Творчество художника в Брюгге приходится на период после 1510 года. В ноябре того же года он стал мастером в местной Гильдии Святого Луки и Гильдии ювелиров Святого Элигия. Позднее Адриан Изенбрант девять раз избирался «виндером» (деканом) и дважды принцепсом (председателем) гильдии. Предполагают, что у него была мастерская в Корте-Вламинкстраат в Брюгге, которая находилась недалеко от мастерской Ханса Мемлинга. Считается, что он учился у Герарда Давида, однако в его творчестве ощущается влияние Яна Госсарта и Амброзия Бенсона.
Многие годы Адриан работал вместе с Альбертом Корнелисом (1513—1531) и Амброзиусом Бенсоном, художником из Ломбардии. Уже в то время Изенбранта называли «мастером». Оба опирались на устойчивую художественную традицию своих предшественников и создавали поясные портреты знатных заказчиков.
Изенбрант упоминается в книге священника Антониуса Сандеруса «De Brugensibus eruditionis fama clari libri duo» (Амстердам, 1624). Без этого упоминания мы бы никогда не узнали его настоящее имя. Сандерус ссылается на тексты флорентийца Лодовико Гвиччардини, «Книгу о художниках» (1604) Мандер, Карел ван Карела ван Мандера и (утраченные) записи гентского юриста Дионисия Хардвейна (или Хардуина, 1530—1604). Последний писатель, проведший несколько лет в Брюгге около 1550 года, упоминает Изенбранта как ученика старого художника Герарда Давида, который «преуспел в портретах и обнажённых телах».
Изенбрант, возможно, в 1511 году совершил поездку в Геную вместе с Иоахимом Патиниром и Герардом Давидом. Во всяком случае, в работах Изенбранта отчётливо видно влияние Давида, как в композиции, так и в изображении пейзажа на дальнем плане.
Выдающийся знаток раннего фламандского искусства и историк искусства Жорж Юлен де Лоо в 1902 году в своем критическом каталоге выставки «Ранние фламандские мастера в Брюгге» пришёл к выводу, что Изенбранта следует отождествлять с «Мастером семи скорбей Марии» (нидерл. Meester der Zeven Smarten van Maria). Его также следует считать автором большого количества картин, которые немецкий историк искусства Густав Фридрих Вааген ранее приписывал Герарду Давиду и Яну Мостарту. По этой причине Изенбранта иногда называют Псевдо-Мостартом. Эта концепция не может быть доказана с абсолютной достоверностью, но принимается многими.
Одним из его первых произведений стал «Диптих Йориса ван де Вельде» (между 1518 и 1521) с «Богоматерью Семи Скорбей» в качестве правой панели (Церковь Богоматери в Брюгге) и панелью основателя в качестве левой. Эта работа показывает, что Изенбрант, должно быть, был знаком с гравюрами Альбрехта Дюрера.
Картины Изенбранта тщательно завершены (несмотря на то, что он, как и другие художники того времени, использовал помощников для написания фона и второстепенных деталей). Он был прекрасным колористом. Он писал фигуры в ярких красках, в частности, в огненно-красных и тёмно-синих тонах одежд на фоне извилистых рек и густолистных деревьев, окружённых пышными холмистыми пейзажами с часто повторяющимся замком на вершине вертикальной скалы. Он не только копировал композиции Герарда Давида, но и произведений старых нидерландских мастеров, таких как Ян ван Эйк, Хуго ван дер Гус и Ганс Мемлинг. Он заимствовал композиции у Яна Госсарта (из-за чего двух художников долгое время отождествляли) и рисунки у Альбрехта Дюрера и Мартина Шонгауэра. Однако в то время это была нормальная практика. Несмотря на это, картины Адриана Изенбранта сохраняют индивидуальность.
Вместе с тем отмечается, что Адриан Изенбрант «был представителем „поздней школы“ Брюгге, привнёсшим в старую „фламандскую манеру“ мягкость тональных моделировок».
Он также написал несколько портретов, таких как портрет Паулюса де Нигро (Музей Грёнинге, Брюгге), «Взвешиватель золота» (1515—1520) (Метрополитен-музей, Нью-Йорк) и «Молодой человек с чётками» (Музей Нортона Саймона, Пасадена, Калифорния). Эти портреты стереотипны, но отличаются мягкостью и эффектом сфумато в контурах. Этой технике, вероятно, художника научил Амброзиус Бенсон.
В санкт-петербургском Эрмитаже имеются две картины Адриана Изенбранта.

## Галерея

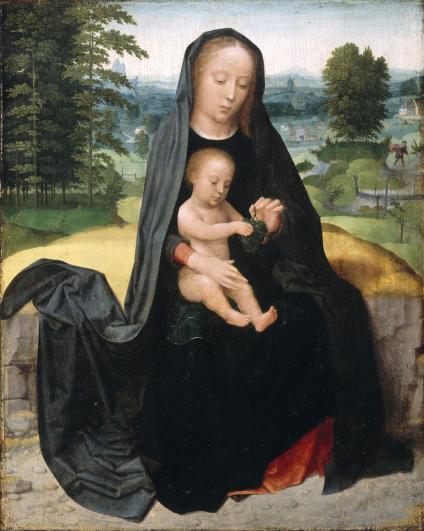
Отдых на пути в Египет. Дерево, масло. Между 1510 и 1550. Национальная галерея Ирландии, Дублин
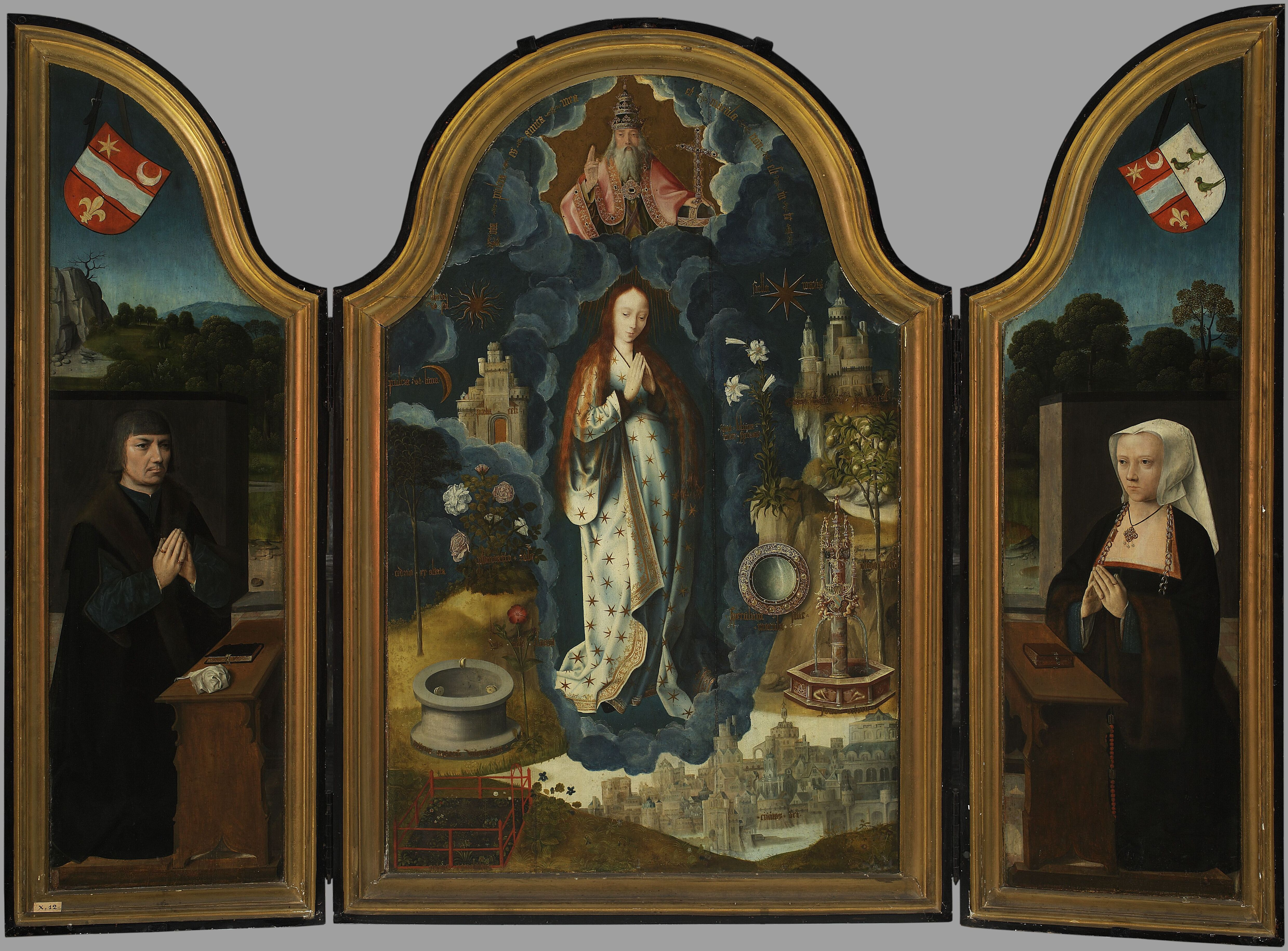
Триптих Непорочного зачатия. Ок. 1530. Дерево, темпера. Национальный музей, Варшава
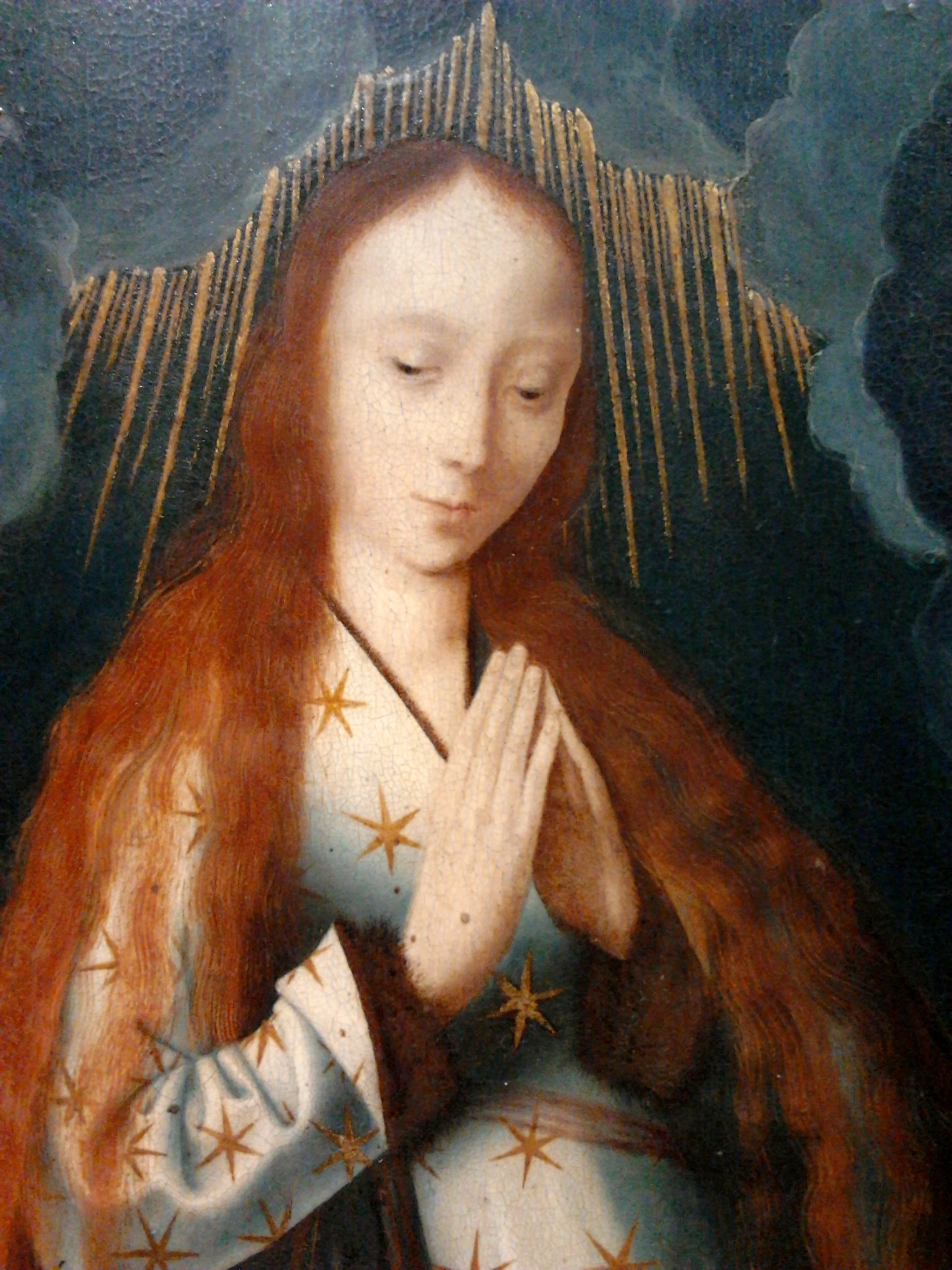
Триптих Непорочного зачатия. Деталь
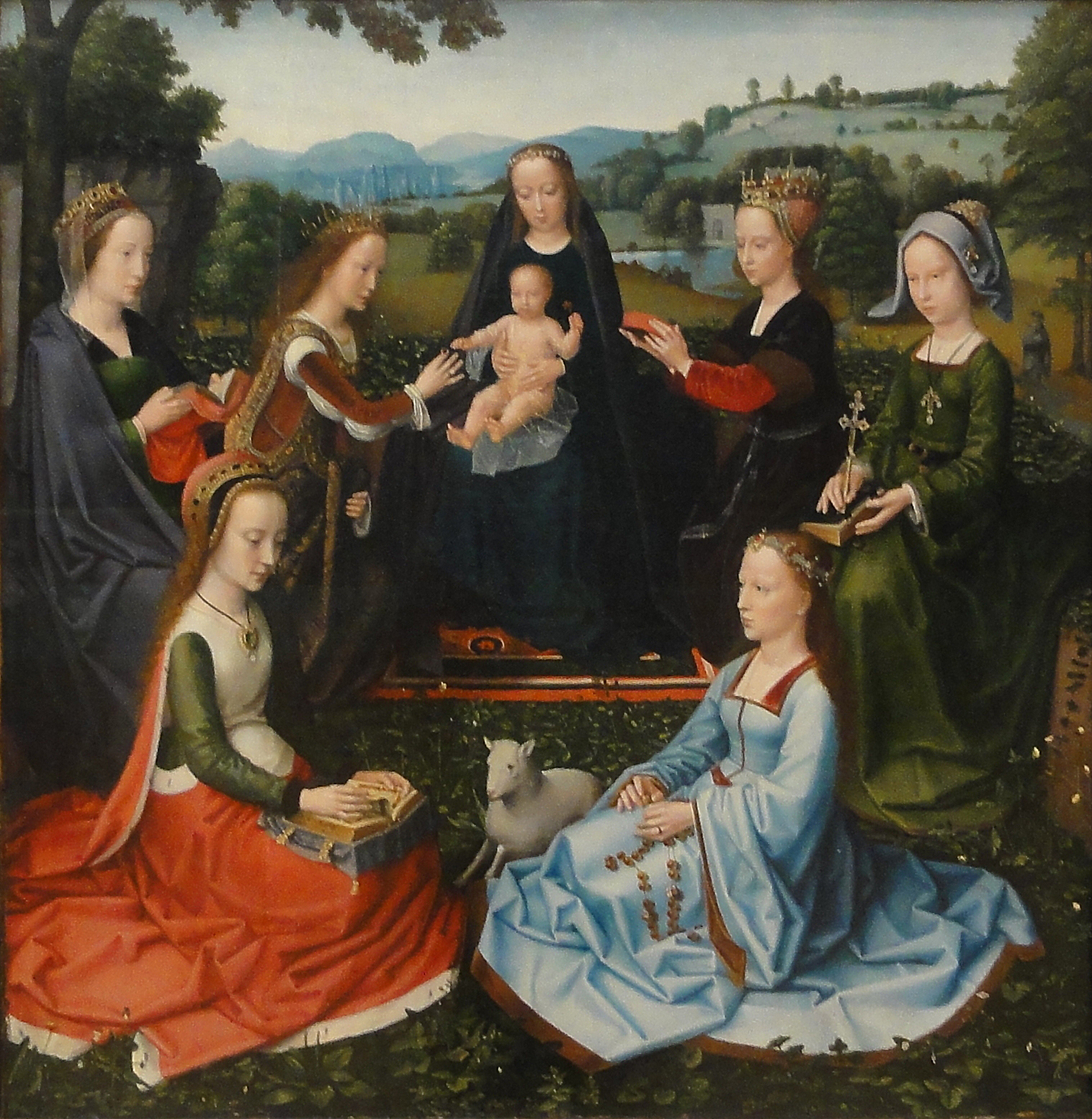
Мистическое обручение Святой Екатерины. Деерво, масло. Старая Пинакотека, Мюнхен
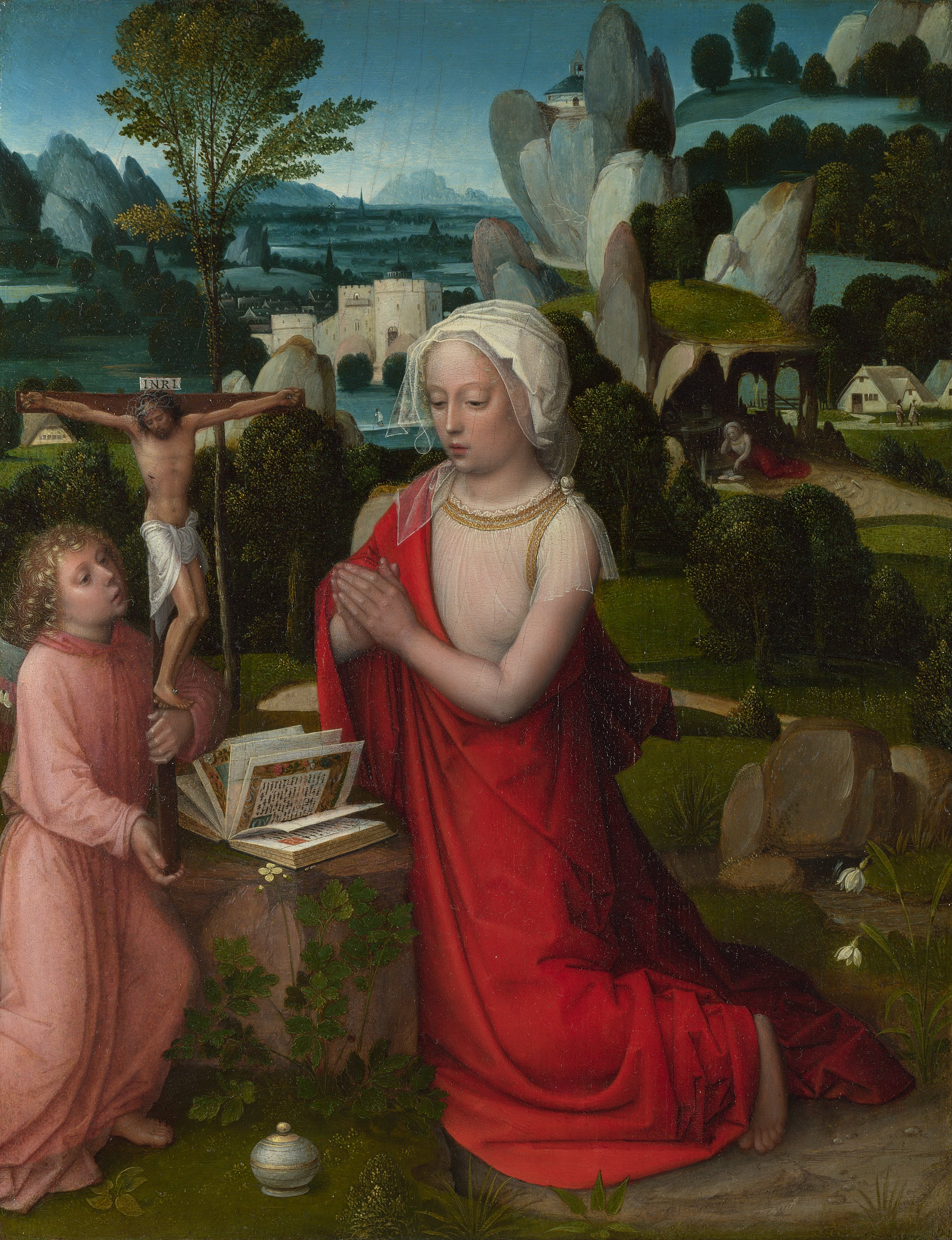
Мария Магдалина в пейзаже. 1510. Дерево, масло. Национальная галерея, Лондон
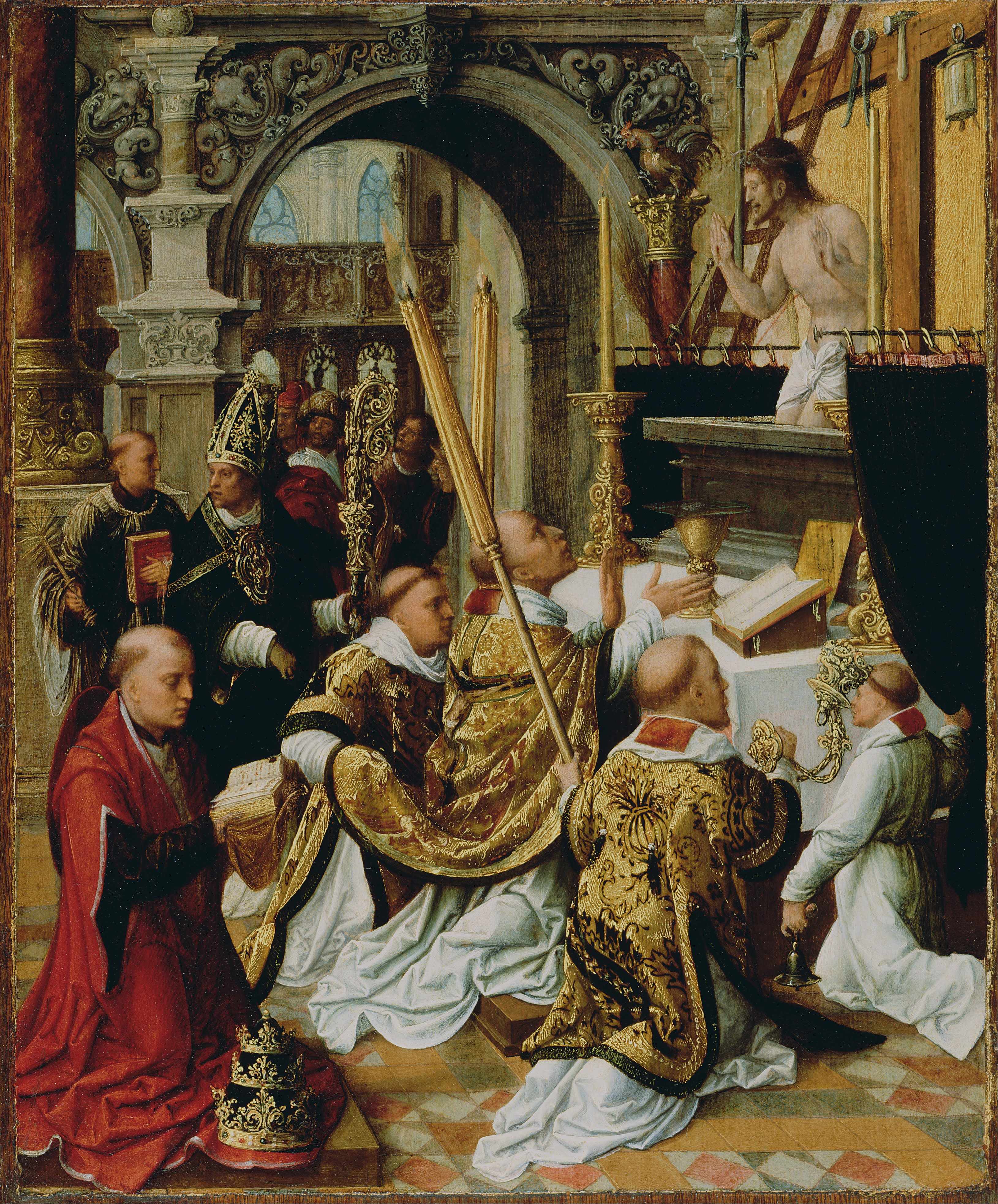
Месса Святого Григория Великого. Между 1510 и 1550. Дерево, масло. Центр Гетти, Лос-Анджелес, США
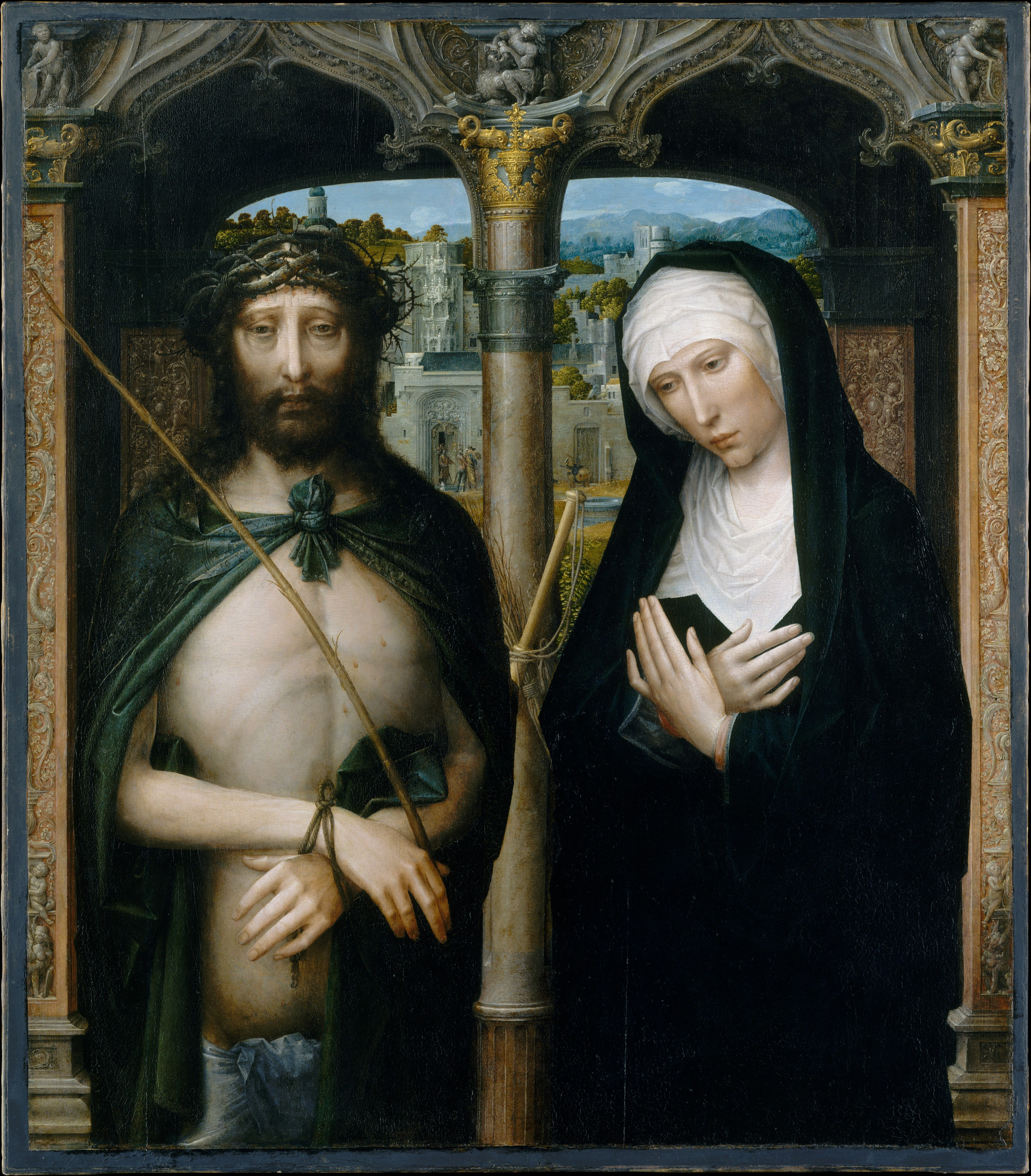
Коронованный Христос (Ecce Homo) и скорбящая Богоматерь. Между 1530 и 1540. Холст, масло. Метрополитен-музей, Нью-Йорк
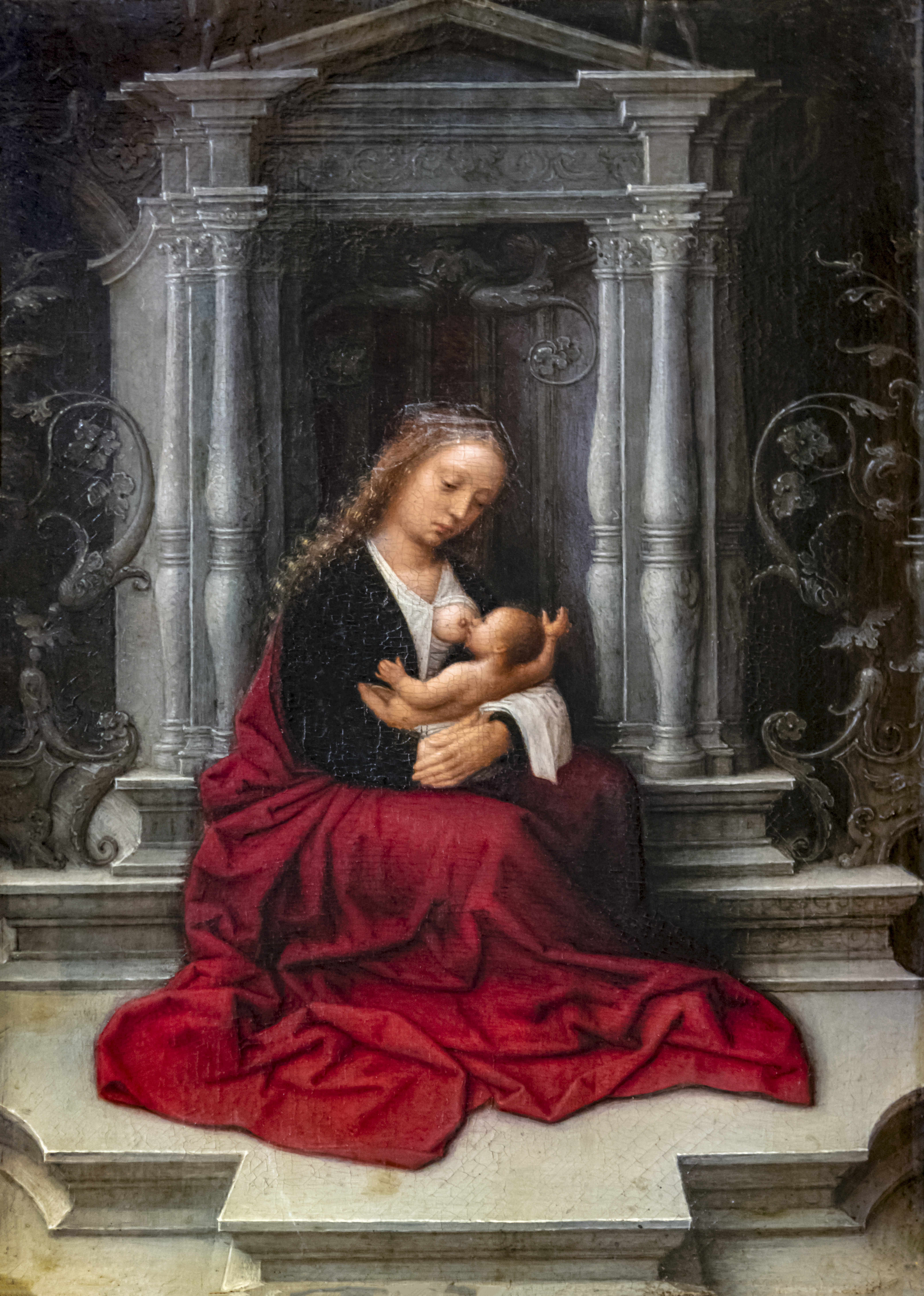
Дева Мария с Младенцем. Дерево, масло. Фонд Бемберга, Тулуза
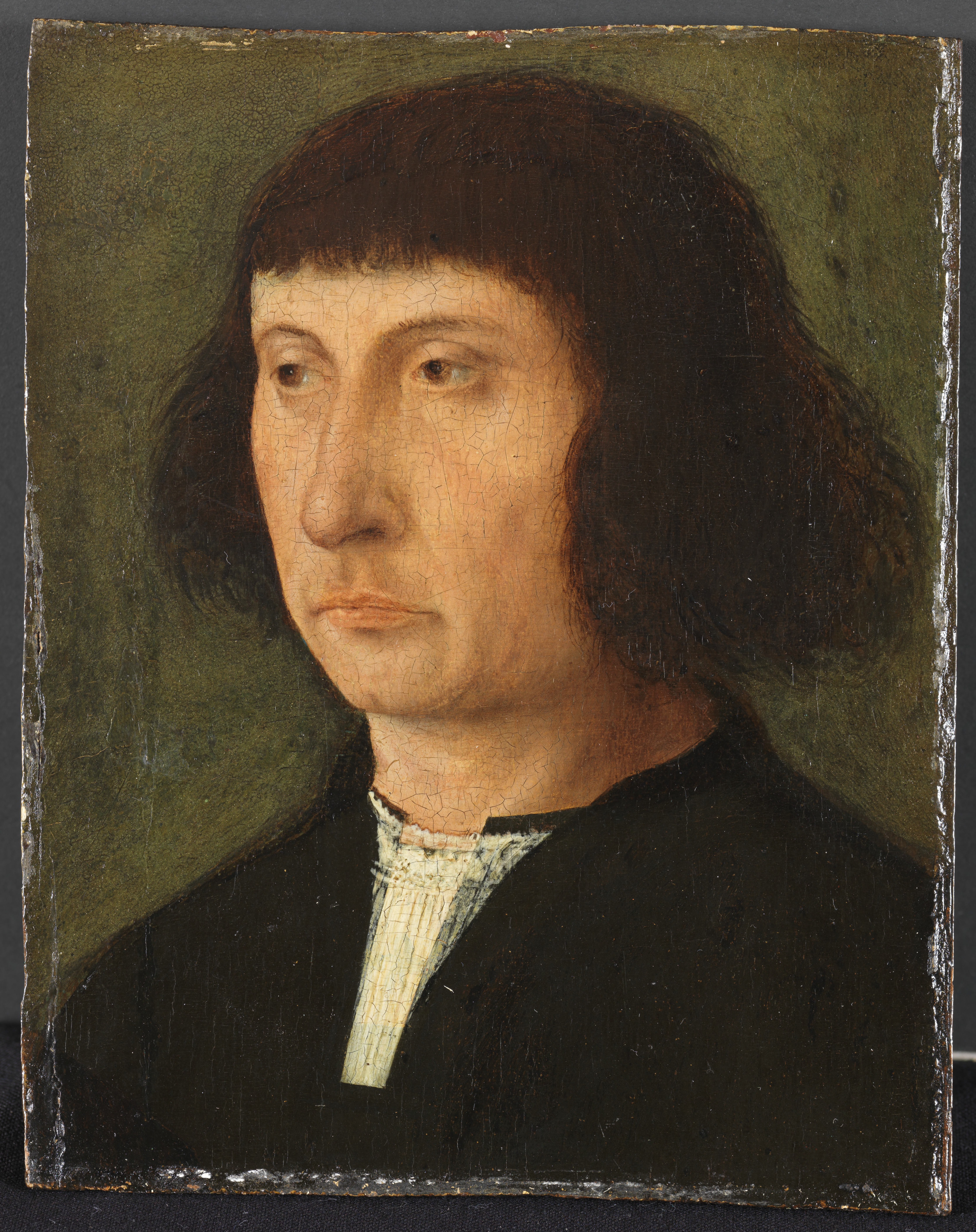
Мужской портрет. Дерево, масло. Рейксмюсеум, Брюгге